# Grå tapakul
Grå tapakul (Myornis senilis) är en fågel i familjen tapakuler inom ordningen tättingar.

## Utseende och läte
Grå tapakul är en rätt distinkt tapakul, med ljusgrå grundfärg, ljust gulbruna undre stjärttäckare och relativt lång stjärt. Sången består av en lång och ofta stammande drill, ofta med några hårda toner inledningsvis.

## Utbredning och systematik
Fågeln förekommer i Anderna i ett område som sträcker sig från Colombia i norr via Ecuador till Pasco i Peru. Den placeras som enda art i släktet Myornis och behandlas som monotypisk, det vill säga att den inte delas in i några underarter.

## Levnadssätt
Grå tapakul hittas i bergsskogar, framför allt i områden rika på bambu. Den håller till i undervegetationen och kan vara svår att få syn på.

## Status och hot
Arten har ett stort utbredningsområde, men tros minska i antal, dock inte tillräckligt kraftigt för att den ska betraktas som hotad. Internationella naturvårdsunionen IUCN listar arten som livskraftig (LC).